# Bobby's Girl
"Bobby's Girl" is een lied geschreven door Gary Klein en Henry Hoffman.
Het lied werd in de Verenigde Staten opgenomen door zangeres Marcie Blane en werd in de herfst van 1962 als single uitgegeven. In november stroomde het nummer de top-10 binnen en eindigde op de 3e plaats van de Billboard Hot 100 waar het 4 weken bleef. Het nummer bereikte de 2e plek op de Cash Box hitparade.
In het Verenigd Koninkrijk werd het nummer opgenomen door zangeres Susan Maughan. Haar versie bereikte de 3e plaats in de UK Singles Chart, de 4e plek in Ierland, de 5e plek in Israël en de 6e plek in Noorwegen. In het Verenigd Koninkrijk stond het nummer 19 weken lang op no. 3.